# Summerdale
Summerdale è un paese dell'Alabama, situato nella Contea di Baldwin. La popolazione al censimento del 2000 era di 655 abitanti.

## Città e paesi vicini
- Robertsdale
- Silverhill
- Foley
- Elberta
- Loxley
- Fairhope
- Point Clear
- Gulf Shores
- Orange Beach
- Mobile
- Spanish Fort

## Geografia fisica
Summerdale è situato a 30°29'15.468" N, 87°42'4.036" O. L'U.S. Census Bureau certifica che il paese occupa un'area totale di 13,50 km², interamente composti da terra.

## Società

### Evoluzione demografica
Al censimento del 2000, risultano 655 abitanti, 255 nuclei familiari e 184 famiglie residenti nel paese. La densità della popolazione è di 48,52 ab./km². Ci sono 282 alloggi con una densità di 20,90/km². La composizione etnica della città è 90,23% bianchi, 4,89% neri o afroamericani, 1,07% nativi americani, 0,15% asiatici, 0,92% di altre razze, e 2,75% meticci. Il 2,29% della popolazione è ispanica.
Dei 255 nuclei familiari, il 34,10% ha figli di età inferiore ai 18 anni che vivono in casa, il 56,50% sono coppie sposate che vivono assieme, il 10,60% è composto da donne con marito assente, e il 27,80% sono non-famiglie. Il 23,10% di tutti i nuclei familiari è composto da singoli e l'8,20% da singoli con più di 65 anni di età. La dimensione media di un nucleo familiare è di 2,57 mentre la dimensione media di una famiglia è di 3,04.
La suddivisione della popolazione per fasce d'età è la seguente: 27,60% sotto i 18 anni, 11,50% dai 18 ai 24, 28,20% dai 25 ai 44, 21,70% dai 45 ai 64, e 11,00% oltre i 65 anni. L'età media è 32 anni. Per ogni 100 donne ci sono 104,00 uomini. Per ogni 100 donne sopra i 18 anni ci sono 97,50 uomini.
Il reddito medio di un nucleo familiare è di 27.917$, mentre per le famiglie è di 32.159$. Gli uomini hanno un reddito medio di 26.563$ contro i 19.167$ delle donne. Il reddito pro capite del paese è di 13.775$. Il 16,40% della popolazione e il 13,70% delle famiglie è sotto la soglia di povertà. Sul totale della popolazione, il 28,30% dei minori di 18 anni e il 4,90% di chi ha più di 65 anni vive sotto la soglia di povertà.